# Ġlormu Cassar
Pour les articles homonymes, voir Cassar.
Ġlormu Cassar aussi connu comme Girolamo ou Gerolamo Cassar (v. 1520, Malte – entre 1586 et 1592, La Valette) est un architecte maltais qui a conçu de nombreux bâtiments de La Valette.

## Biographie
Ġlormu Cassar est né dans une famille d'origine sicilienne qui vit à Malte depuis 1440 environ. Il est ingénieur militaire pendant le Siège de Malte en 1565 et aide aux réparations des fortifications de Birgu et Senglea.
Il devient l'assistant de Francesco Laparelli pour la construction de La Valette et l'aide à concevoir certaines fortifications. Il prend la suite après le départ de Laparelli en 1569 (et sa mort un an plus tard). Étant donné qu'il n'a que des expériences en architecture militaire, il se rend brièvement en Italie pour étudier l'architecture maniériste. Il revient à Malte moins d'un an plus tard et commence à concevoir différents bâtiments.
Parmi les bâtiments qu'il a dessinés, on trouve :
- Le Palais des Grands-Maîtres – modifié de nombreuses fois
- La Co-cathédrale Saint-Jean de La Valette
- L'Auberge d'Aragon
- L'Auberge de Castille – modifiée en 1745
- L'Auberge de Provence (La Valette) – modifiée en 1638
- L'Auberge d'Allemagne – détruite en 1839
- L'Auberge d'Italie – modifiée en 1680
- L'Auberge d'Auvergne – détruite en 1941
- L'Auberge de France – détruite en 1942

Très peu des bâtiments de Ġlormu Cassar sont encore visibles dans leurs formes d'origine car beaucoup ont été modifiés, comme l'Auberge de Castille de façon très importante. D'après les plans de Cassar, les seules structures, qui persistent aujourd'hui, sont l'Auberge d'Aragon, et l'extérieur de la co-cathédrale Saint-Jean (l'intérieur a été entièrement modifié au XVIIIe siècle).
Il a également dessiné de nombreuses églises, la boulangerie, les moulins et certains palais et maisons de La Valette, des églises à Rabat et le Verdala Palace.